# Dhuizon
Dhuizon és un municipi francès, situat al departament del Loir i Cher i a la regió de Centre – Vall del Loira. L'any 2007 tenia 1.382 habitants.

## Demografia

### Població
El 2007 la població de fet de Dhuizon era de 1.382 persones. Hi havia 569 famílies, de les quals 162 eren unipersonals (75 homes vivint sols i 87 dones vivint soles), 178 parelles sense fills, 186 parelles amb fills i 43 famílies monoparentals amb fills.
La població ha evolucionat segons el següent gràfic:
Habitants censats

### Habitatges
El 2007 hi havia 694 habitatges, 569 eren l'habitatge principal de la família, 70 eren segones residències i 55 estaven desocupats. 631 eren cases i 55 eren apartaments. Dels 569 habitatges principals, 413 estaven ocupats pels seus propietaris, 148 estaven llogats i ocupats pels llogaters i 8 estaven cedits a títol gratuït; 25 tenien una cambra, 28 en tenien dues, 109 en tenien tres, 165 en tenien quatre i 243 en tenien cinc o més. 512 habitatges disposaven pel capbaix d'una plaça de pàrquing. A 251 habitatges hi havia un automòbil i a 243 n'hi havia dos o més.

### Piràmide de població
La piràmide de població per edats i sexe el 2009 era:
| Homes | Edats   | Dones |
| ----- | ------- | ----- |
| 0     | 95 o +  | 4     |
| 0     | 90 a 94 | 12    |
| 4     | 85 a 89 | 16    |
| 12    | 80 a 84 | 4     |
| 32    | 75 a 79 | 16    |
| 40    | 70 a 74 | 44    |
| 40    | 65 a 69 | 44    |
| 28    | 60 a 64 | 28    |
| 32    | 55 a 59 | 24    |
| 44    | 50 a 54 | 32    |
| 20    | 45 a 49 | 40    |
| 48    | 40 a 44 | 40    |
| 48    | 35 a 39 | 36    |
| 48    | 30 a 34 | 44    |
| 44    | 25 a 29 | 60    |
| 28    | 20 a 24 | 20    |
| 40    | 15 a 19 | 44    |
| 28    | 10 a 14 | 44    |
| 48    | 5 a 9   | 52    |
| 20    | 0 a 4   | 36    |

## Economia
El 2007 la població en edat de treballar era de 797 persones, 563 eren actives i 234 eren inactives. De les 563 persones actives 511 estaven ocupades (277 homes i 234 dones) i 52 estaven aturades (15 homes i 37 dones). De les 234 persones inactives 111 estaven jubilades, 54 estaven estudiant i 69 estaven classificades com a «altres inactius».

### Ingressos
El 2009 a Dhuizon hi havia 578 unitats fiscals que integraven 1.390 persones, la mediana anual d'ingressos fiscals per persona era de 15.253 €.

### Activitats econòmiques
Dels 78 establiments que hi havia el 2007, 1 era d'una empresa alimentària, 2 d'empreses de fabricació de material elèctric, 2 d'empreses de fabricació d'elements pel transport, 2 d'empreses de fabricació d'altres productes industrials, 23 d'empreses de construcció, 12 d'empreses de comerç i reparació d'automòbils, 2 d'empreses de transport, 5 d'empreses d'hostatgeria i restauració, 1 d'una empresa d'informació i comunicació, 3 d'empreses financeres, 1 d'una empresa immobiliària, 5 d'empreses de serveis, 10 d'entitats de l'administració pública i 9 d'empreses classificades com a «altres activitats de serveis».
Dels 29 establiments de servei als particulars que hi havia el 2009, 1 era una oficina de correu, 2 oficines bancàries, 2 tallers de reparació d'automòbils i de material agrícola, 4 paletes, 6 guixaires pintors, 2 fusteries, 6 lampisteries, 1 electricista, 1 empresa de construcció, 2 perruqueries i 2 restaurants.
Dels 7 establiments comercials que hi havia el 2009, 2 eren botiges de menys de 120 m², 1 una botiga de menys de 120 m², 1 una fleca, 1 una peixateria, 1 una botiga de roba i 1 una joieria.
L'any 2000 a Dhuizon hi havia 25 explotacions agrícoles que ocupaven un total de 730 hectàrees.

## Equipaments sanitaris i escolars
L'únic equipament sanitari que hi havia el 2009 era una farmàcia.
El 2009 hi havia una escola elemental.

## Poblacions més properes
El següent diagrama mostra les poblacions més properes.